# Kościół św. Stanisława Biskupa i Męczennika w Szczecinie
Kościół św. Stanisława Biskupa i Męczennika w Szczecinie – rzymskokatolicki kościół parafialny znajdujący się w szczecińskim Klęskowie, przy ulicy Kolorowych Domów.

## Historia
Wzniesiony został w 2. połowie XV wieku na miejscu wcześniejszej świątyni, wzmiankowanej po raz pierwszy w 1359 roku. Do 1534 roku był świątynią katolicką, później został przejęty przez protestantów. Wzniesiona z głazów granitowych budowla, bez wyodrębnionego prezbiterium, została rozplanowana na rzucie prostokąta o wymiarach 20,8×9,4 m. W 1697 roku dostawiono do niej drewnianą wieżę. W 1896 roku świątynię poddano generalnemu remontowi, połączonemu z wymianą stropów, dachu i okien. W 1937 roku na południowej ścianie kościoła odkryto średniowieczne freski.
Kościół został poważnie uszkodzony podczas II wojny światowej. Doszczętnie spłonęła drewniana wieża, przepadło także historyczne wyposażenie. Pozostająca w ruinie budowla została odbudowana w latach 1976–1979. Założono wówczas nowy strop i dach, a przy północno-zachodnim narożniku dostawiono zakrystię. 25 stycznia 1979 roku świątynia została poświęcona jako rzymskokatolicki kościół pod wezwaniem św. Stanisława Biskupa i Męczennika. W 1985 roku wstawione zostały witraże. W związku ze wzrastającą liczbą wiernych w parafii w latach 1995–2002 od strony zachodniej dobudowano poszerzoną nawę, zaprojektowaną przez inż. Macieja Płotkowiaka.